# ماشین‌کاری پرتو لیزری
ماشین‌کاری پرتو لیزری (به انگلیسی: Laser beam machining) به صورت مخفف (LBM) یک روش براده برداری است که نتیجه عمل پرتو متمرکز لیزر بر مواد مورد ماشینکاری است. در این فرایند، با انتقال انرژی فوتونیک به سطح قطعه، انرژی حرارتی آزاد شده و در اثر این حرارت در محل تابش لیزر، مواد به صورت مذاب یا بخار از قطعه جدا می‌شوند.
ماشین کاری پرتو لیزر (LBM) یک فرآیند تولید غیرمعمول ماشین کاری است. نوعی ماشین کاری که در آن لیزر برای ماشین کاری به سمت قطعه کار هدایت می شود. در این فرآیند از انرژی حرارتی برای حذف مواد از سطوح فلزی یا غیر فلزی استفاده می شود. فرکانس بالای نور تک رنگ بر روی سطح زمین می افتد و سپس گرم شدن ، ذوب شدن و بخار شدن مواد به دلیل برخورد با فوتون ها اتفاق می افتد. ماشینکاری پرتو لیزر برای مواد شکننده با هدایت کم مناسب است ، اما می تواند در بیشتر مواد استفاده شود.
مکانیزم سیستم تمرکز لیزر مشابه مکانیزم سیستم جوشکاری لیزری است. ماشینکاری لیزری به سه دسته اصلی ماشین کاری لیزری یک بعدی، ماشینکاری لیزری دو بعدی و ماشینکاری لیزری سه بعدی تقسیم می‌شود.
ماشین کاری لیزری یک بعدی در واقع همان سوراخکاری لیزری است، که فقط در امتداد پرتو لیزر، ماشین کاری انجام می‌شود. ماشین کاری دو بعدی شامل برشکاری لیزری، شیار زنی لیزری و علامت زنی لیزری می‌باشد که برشکاری لیزری بیشترین کاربرد را در این بخش دارد. در این روش امکان ایجاد شکل دو بعدی با برش قطعات تخت و مسطح در ضخامت‌های کم وجود دارد.
ماشین کاری سه بعدی شامل تراشکاری لیزری، فرزکاری لیزری و حکاکی لیزری است که در این روش معمولاً از دو پرتو متمرکز شده‌استفاده شده و از قطعات براده برداری می‌کنند.
پروسه ماشینکاری لیزری با ماشین کاری‌ های سنتی بسیار متفاوت است. در ماشینکاری سنتی، اساس براده برداری بر ایجاد تنش‌های مکانیکی از طرف اجزاء برنده بر قطعات است، ولی در ماشینکاری لیزری اساس براده برداری بر تمرکز انرژی حرارتی بر روی قطعه کار است.

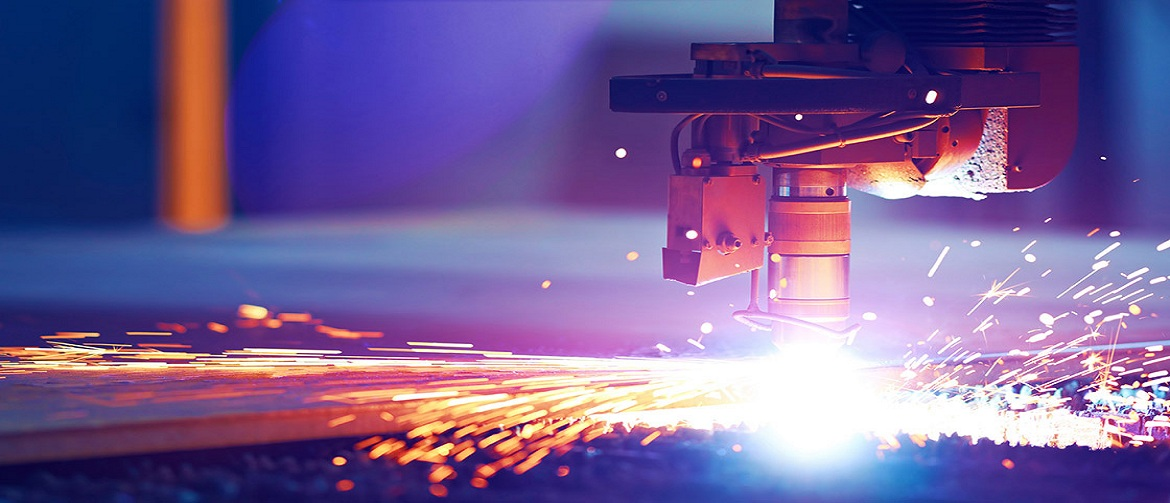
ماشین کاری لیزری

ماشین کاری با پرتو لیزر به صورت گسترده برای سوراخ کاری و برشکاری فلزات، سرامیک ها و مواد ماده کامپوزیتی به کار می رود. با استفاده از این روش می توان سوراخ هایی با قطر کمتر از 0.05mm با نسبت نسبت عمق به قطر 50 به 1 ایجاد کرد. همچنین، برش صفحات فولادی به ضخامت کمتر از 40mm به این روش امکان پذیر و مقرون به صرفه است .
نوعی ماشین کاری پرتو لیزر را می توان بدون ذوب شدن سطح روی شیشه انجام داد. با شیشه حساس به نور ، لیزر ساختار شیمیایی شیشه را تغییر می دهد و اجازه می دهد تا به صورت انتخابی اچ شود. مزیت این شیشه این است که می تواند دقیقاً دیواره های عمودی تولید کند .
امروزه پرتو لیزری راه حل مناسبی برای ماشین کاریهای سخت و پیچیده همانند آلیاژ های مقاوم در برابر دمای بالا ، انواع کاربیدها ، مواد کامپوزیتی تقویت شده با الیاف و سرامیک ها به شمار می رود . این روش با خواص مواد همانند هدایت گرمایی، ظرفیت گرمایی و دمای ذوب و جوش سر و کار دارد . 
در این روش، پرتوهای لیزری که پس از برخورد با سطح قطعه کار منعکس نشده بلکه جذب آن می شوند باعث تولید گرما می شوند. در نتیجه دمای سطح قطعه کار افزایش می یابد. این فرایند منجر به ذوب شدن و تبخیر ماده در ناحیه برخورد پرتو ها می شود .
استفاده از پرتو لیزری با شدتی بیش از حد مورد نیاز باعث می شود ناحیه پلاسما مانندی در سطح موردنظر از قطعه کار ایجاد شود که خود باعث جذب یا پراکندگی پرتوهای لیزر بعدی شده و در نتیجه بازده را کاهش می دهد .
بسته به جنس قطعه کار با یک طول موج مشخص، هرچه انعکاس پرتو بیشتر باشد، نرخ برداشت جرم کمتر است و برعکس. با اصلاحاتی که می توان بر روی سطح مورد نظر ماشین کاری انجام داد، می توان میزان انعکاس پرتو لیزر را کاهش و در نتیجه بازده ماشین کاری را افزایش داد.
به دلیل اینکه فلزات ضریب انعکاس و هدایت گرمایی بالایی دارند، بخشی از انرژی لیزری از سطح منعکس و بخشی نیز با مکانیزم انتقال حرارت هدایتی ار محل برخورد لیزر با قطعه کار دور می شود. به همین دلیل، ماشین کاری نافلزات با سرعت بیشتری انجام می گیرد.

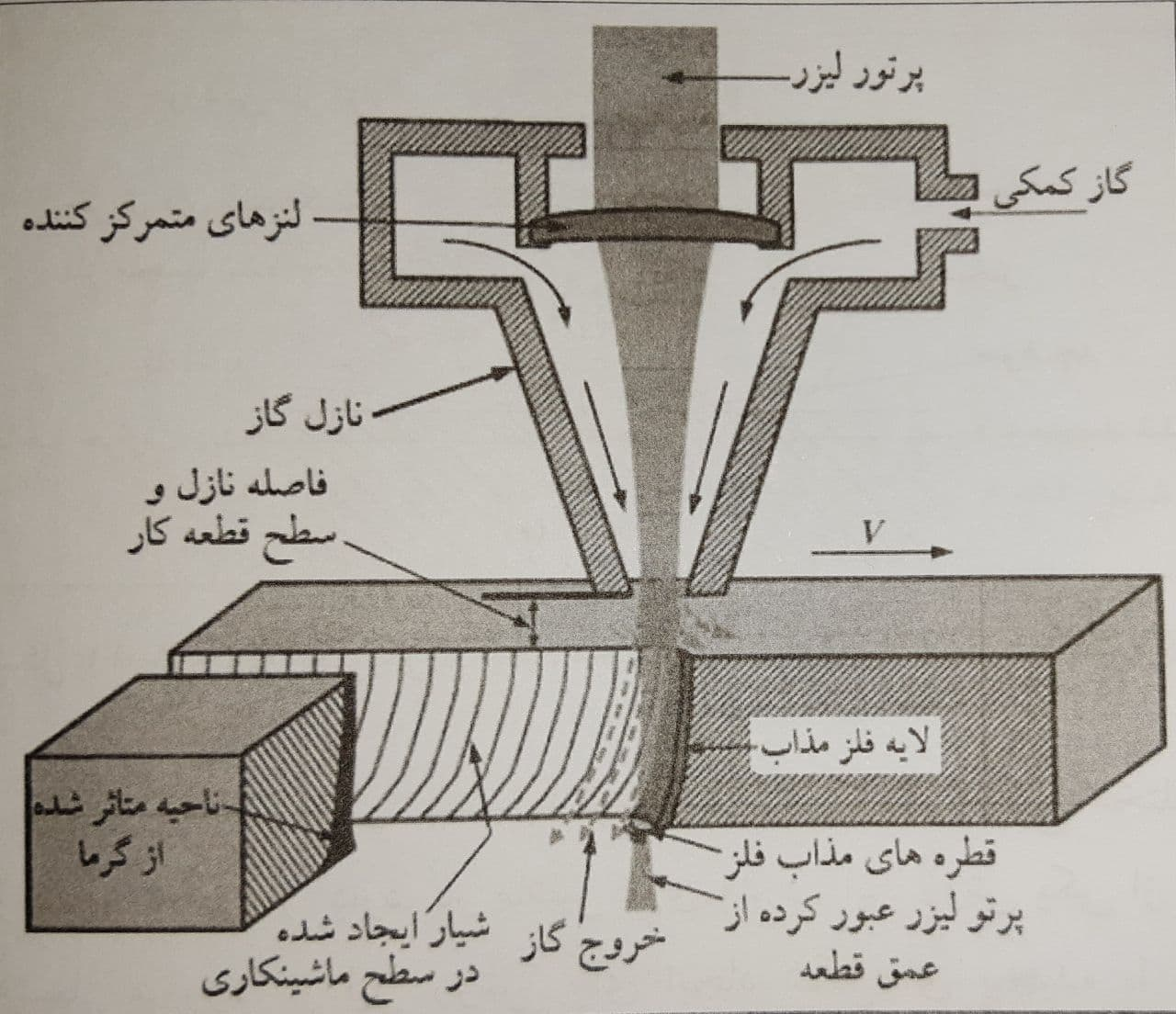
نمای شماتیک ماشین کاری با پرتو لیزری

## انواعلیزرها[۱]
- لیزرجامد
- لیزر مایع
- لیزر گاز
- اکسیمر

### لیزر جامد
لیزرهای حالت جامد با تغلیظ یک عنصر نادر در مواد میزبان مختلف طراحی می شوند. برخلاف لیزرهای گازی ، لیزرهای حالت جامد توسط لامپ های چشمک زن یا لامپ های قوسی به صورت نوری پمپ می شوند. یاقوت قرمز یکی از مواد میزبان است که اغلب در این نوع لیزر استفاده می شود. لیزر یاقوتی نوعی لیزر حالت جامد است که محیط لیزر آن یک کریستال یاقوتی مصنوعی است. میله یاقوت مصنوعی قبل از اینکه به عنوان یک محیط فعال لیزر استفاده شود ، با استفاده از فلش تیوب زنون به صورت نوری پمپ می شود. 
YAG (Yttrium Aluminum Garnet) بلورهایی است که برای لیزرهای حالت جامد مورد استفاده قرار می گیرد. لیزرهای YAG دارای طول موج امواج نوری با انرژی زیاد هستند.

### لیزر گاز
در لیزرهای گازی(Gas Assisted Laser) از یک گاز برای گرمایش اولیه و اکسید کردن استفاده می شود .از خود جریان گاز برای جدا کردن اکسید تشکیل شده روی سطح قطعه کار کمک می گیرند. هرچه قطر نازل خروجی گاز کوچک تر باشد و فاصله آن تا قطعه کار کمتر باشد، کیفیت برش بهتر خواهد بود. برای انجام بهتر فرایند اکسیداسیون، از اکسیژن به عنوان گاز استفاده می شود اما در مواردی از هوا یا گازهای بی اثر نیز استفاده می شود. برخی از گازهای متداول مورد استفاده در لیزر های گازی ، آرگون، نئون، هلیوم و دی اکسید کربن هستند.

### لیزر مایع
انواع گوناگونی از مایعات به عنوان محیط لیزر ساخته شده ولی مفید ترین آنها رنگهای آلی هستند که در حلال مناسبی حل شده باشند، چنین محلهایی شدیدا فلورسنس هستند. به این صورت که مایع جریان پیدا کرده و لوله فلاش مولکولهای مایع رنگی را به انرژی بالاتر انتقال می دهد و فوتونها تولید می شوند فرایند به‌صورت قابل تعدیل ادامه می یابد و آینه های خارجی فوتونها را منعکس می کنند و اتمها داخل لوله نوسان پیدا کرده تا اینکه مدار نور از آینه کم بازتاب عبور کرده و تشکیل تفنگ لیزر را میدهد. 
از کاربرد آن می توان به تحقیق طیف نور اشاره کرد. ویژگی همگنی آنها نسبت به جامدات بیشتر است و مشکل ساخت و سیرکولاسیون برای خنک سازی را ندارند و همچنین نسبت به گازها چگالی بیشتری دارند.

## شاخص های مهم فیزیکی در LBM
- قابلیت انعکاس
- ضریب هدایتی حرارتی سطح
- گرمای ویژه و گرمای نهان ذوب
- تبخیر قطعه کار

هر چه این کمیت ها کوچکتر باشند ، فرایند کارآمدتر است ، سطح حاصل از LBM  معمولا خشن است و منطقه گرما دیده دارد. که کاربردهای بحرانی ، باید با این سطح برداشته شود و یا اینکه عملیات حرارتی شود .
عرض راه برش در این فرآیند نیز مانند سایر فرآیند های برشکاری همچون اره کاری ، EDM   سیمی و ماشینکاری پرتو الکترونی مهم است.

## کاربردها[۳]
- جوشکاری
- عملیات حرارتی
- علامت گذاری : علامت گذاری قطعات ، نظیر نوشتن حروف بزرگ ، اعداد ، کد و… علامت گذاری را می توان با فرآیندهایی مانند (الف) علامت گذاری با مرکب (ب) با وسایل مکانیکی نظیر سنبه نشان ، سوزن خط کشی ، غلتک های طوماری  (ج) حکاکی نیز انجام داد.هرچند تجهیزات علامت گذاری لیزری گرانتر از سایر روش هاست.

## مزایای ماشین کاری لیزری
1. خرابی یا شکست ابزار اتفاق نمی افتد.
2. می توان سوراخ هایی با قطر بسیار کوچک و نسبت عمق به قطر بالا ایجاد کرد.
3. تنوع وسیعی از جنس های نرم و سخت را می توان به این روش ماشینکاری کرد.
4. سرعت ماشین کاری بالاست و زمان تنظیم دستگاه نیز مقرون به صرفه است.
5. می توان سوراخ هایی با زاویه ورودی مورب (10درجه نسبت به سطح) ایجاد کرد.
6. هزینه ماشین کاری آنچنان زیاد نیست.

## ملاحظات طراحی ماشین کاری با پرتو لیزری
1. قابلیت انعکاس سطح قطعه کار، ملاحظه ای مهم در ماشینکاری با پرتو لیزری است و از آنجا که سطوح تیره و پرداخت نشده انعکاس کمتری دارند، بنابراین این سطوح ارجحیت دارند.
2. از طرح های با گوشه های تیز باید پرهیز شود زیرا ایجاد چنین طرح هایی ممکن است دشوار باشد. برش های و عمیق، شیب ایجاد می کنند.
3. باید به هر گونه اثر نامطلوب ناشی از دماهای موضعی بالا و نواحی گرما دیده، بر خواص مکانیکی مواد مورد ماشین کاری توجه شود.

## محدودیت های ماشین کاری لیزری
1. در سوراخ کاری های عمودی معمولا اندکی حالت مخروطی ایجاد می شود.
2. ایجاد سوراخ های یکسر کور با این روش مشکل است.
3. عمق سوراخ کاری محدود و به بیش از50mm نمی رسد.
4. لازم است مواد چسبنده که معمولا در انتهای سوراخ قرار می گیرند را از سوراخ ایجاد شده خارج کرد.